# Superprestige 2023-2024
Navigation
2022-2023 2024-2025
Le Superprestige 2023-2024 est la 42e édition du Superprestige, compétition qui se déroule entre le 22 octobre 2023 et le 10 février 2024, intégralement en Belgique. Le challenge est composé de huit manches pour les élites hommes et femmes qui ont lieu en Belgique. Toutes les épreuves font partie du calendrier de la saison de cyclo-cross 2023-2024. Sur certaines d'entre elles, des courses espoirs ou juniors sont organisées mais n'entrent pas dans le cadre d'un classement général.
Par rapport à la saison précédente, le Druivencross d'Overijse remplace l'Hexia Cross de Gullegem.

## Barème
Les 15 premiers de chaque course marquent des points pour le classement général selon le tableau suivant :
| Position           | 1er | 2e | 3e | 4e | 5e | 6e | 7e | 8e | 9e | 10e | 11e | 12e | 13e | 14e | 15e |
| Classement général | 15  | 14 | 13 | 12 | 11 | 10 | 9  | 8  | 7  | 6   | 5   | 4   | 3   | 2   | 1   |

## Hommes élites
Eli Iserbyt  remporte le classement général de la Superprestige 2023-2024, dès l'avant dernière épreuve du Cyclo-cross de Diegem, ne pouvant mathématiquement plus être rejoint par le second du classement.

### Résultats
| # | Date        | Lieu                                       | Vainqueur            | Deuxième               | Troisième              | Leader du classement général |
| - | ----------- | ------------------------------------------ | -------------------- | ---------------------- | ---------------------- | ---------------------------- |
| 1 | 22 octobre  | Overijse (Druivencross)                    | Eli Iserbyt          | Michael Vanthourenhout | Lars van der Haar      | Eli Iserbyt                  |
| 2 | 28 octobre  | Ruddervoorde (Cyclo-cross de Ruddervoorde) | Eli Iserbyt          | Lars van der Haar      | Michael Vanthourenhout | Eli Iserbyt                  |
| 3 | 11 novembre | Niel (Jaarmarktcross)                      | Eli Iserbyt          | Joris Nieuwenhuis      | Felipe Orts            | Eli Iserbyt                  |
| 4 | 18 novembre | Merksplas (Aardbeiencross)                 | Joris Nieuwenhuis    | Eli Iserbyt            | Niels Vandeputte       | Eli Iserbyt                  |
| 5 | 2 décembre  | Boom (Cyclo-cross de De Schorre Boom)      | Joris Nieuwenhuis    | Cameron Mason          | Eli Iserbyt            | Eli Iserbyt                  |
| 6 | 27 décembre | Heusden-Zolder (GP Eric De Vlaeminck)      | Wout van Aert        | Eli Iserbyt            | Joris Nieuwenhuis      | Eli Iserbyt                  |
| 7 | 28 décembre | Diegem (Cyclo-cross de Diegem)             | Mathieu van der Poel | Tom Pidcock            | Eli Iserbyt            | Eli Iserbyt                  |
| 8 | 10 février  | Middelkerke (Noordzeecross)                | Eli Iserbyt          | Michael Vanthourenhout | Joris Nieuwenhuis      | Eli Iserbyt                  |

### Classement général
| Pos. | Coureur                | Équipe                 | OVE | RUD | NIE | MRK | BOO | ZOL | DIE | MID | Points |
| ---- | ---------------------- | ---------------------- | --- | --- | --- | --- | --- | --- | --- | --- | ------ |
| 1    | Eli Iserbyt            | Pauwels Sauzen-Bingoal | 1   | 1   | 1   | 2   | 3   | 2   | 3   | 1   | 114    |
| 2    | Joris Nieuwenhuis      | Baloise Trek Lions     | 16  | 12  | 2   | 1   | 1   | 3   | 5   | 3   | 85     |
| 3    | Niels Vandeputte       | Alpecin-Deceuninck     | 10  | 8   | 6   | 3   | 4   | 4   | 13  | 5   | 75     |
| 4    | Michael Vanthourenhout | Pauwels Sauzen-Bingoal | 2   | 3   | DNF | -   | 5   | DNF | 4   | 2   | 64     |
| 5    | Kevin Kuhn             | Circus-Re Uz-Technord  | 7   | 4   | 10  | 6   | -   | 8   | 14  | 17  | 47     |
| 6    | Laurens Sweeck         | Crelan-Corendon        | 8   | 5   | 4   | 8   | DNF | -   | -   | 11  | 44     |
| 7    | Felipe Orts            | Teika-BH-Gsport        | -   | 7   | 3   | 4   | -   | -   | -   | 7   | 43     |
| 8    | Cameron Mason          | Cyclocross Reds        | 5   | 10  | 7   | -   | 2   | -   | -   | DNF | 40     |
| 9    | Lars van der Haar      | Baloise Trek Lions     | 2   | 3   | DNF | -   | -   | -   | -   | 4   | 39     |
| 10   | Gerben Kuypers         | Circus-Re Uz-Technord  | 6   | 6   | 9   | 5   | DNF | -   | -   | -   | 38     |

## Femmes élites
Ceylin Alvarado remporte le Superprestige 2023 2024, établissant un doublé Coupe du monde Superprestige; le suspens aura duré jusqu'à la dernière étape, Annemarie Worst étant également en position de remporter la compétition.

### Résultats
| # | Date        | Lieu                                       | Vainqueur       | Deuxième          | Troisième                | Leader du classement général |
| - | ----------- | ------------------------------------------ | --------------- | ----------------- | ------------------------ | ---------------------------- |
| 1 | 22 octobre  | Overijse (Druivencross)                    | Fem van Empel   | Ceylin Alvarado   | Inge van der Heijden     | Fem van Empel                |
| 2 | 28 octobre  | Ruddervoorde (Cyclo-cross de Ruddervoorde) | Ceylin Alvarado | Annemarie Worst   | Marion Norbert-Riberolle | Ceylin Alvarado              |
| 3 | 11 novembre | Niel (Jaarmarktcross)                      | Ceylin Alvarado | Aniek van Alphen  | Annemarie Worst          | Ceylin Alvarado              |
| 4 | 18 novembre | Merksplas (Aardbeiencross)                 | Ceylin Alvarado | Lucinda Brand     | Marion Norbert-Riberolle | Ceylin Alvarado              |
| 5 | 2 décembre  | Boom (Cyclo-cross de De Schorre Boom)      | Fem van Empel   | Puck Pieterse     | Annemarie Worst          | Annemarie Worst              |
| 6 | 27 décembre | Heusden-Zolder (GP Eric De Vlaeminck)      | Fem van Empel   | Ceylin Alvarado   | Inge van der Heijden     | Annemarie Worst              |
| 7 | 28 décembre | Diegem (Cyclo-cross de Diegem)             | Puck Pieterse   | Ceylin Alvarado   | Inge van der Heijden     | Ceylin Alvarado              |
| 8 | 10 février  | Middelkerke (Noordzeecross)                | Lucinda Brand   | Laura Verdonschot | Ceylin Alvarado          | Ceylin Alvarado              |

### Classement général
| Pos. | Coureuse                 | Équipe                 | OVE | RUD | NIE | MRK | BOO | ZOL | DIE | MID | Points |
| ---- | ------------------------ | ---------------------- | --- | --- | --- | --- | --- | --- | --- | --- | ------ |
| 1    | Ceylin Alvarado          | Alpecin-Deceuninck     | 2   | 1   | 1   | 1   | -   | 2   | 2   | 3   | 100    |
| 2    | Annemarie Worst          | Cyclocross Reds        | 4   | 2   | 3   | 4   | 3   | 6   | 9   | 5   | 92     |
| 3    | Aniek van Alphen         | Cyclocross Reds        | 5   | 4   | 2   | 6   | 5   | 8   | 10  | 7   | 81     |
| 4    | Inge van der Heijden     | Crelan-Corendon        | 3   | 5   | 12  | 8   | 4   | 3   | 3   | -   | 74     |
| 5    | Sanne Cant               | Crelan-Corendon        | 11  | 10  | 5   | 9   | 8   | 4   | 5   | 9   | 67     |
| 6    | Marion Norbert-Riberolle | Crelan-Corendon        | 12  | 3   | 6   | 3   | 12  | 10  | -   | 4   | 62     |
| 7    | Denise Betsema           | Pauwels Sauzen-Bingoal | 6   | 9   | 8   | 5   | 6   | -   | 12  | -   | 50     |
| 8    | Fem van Empel            | Visma-Lease a Bike     | 1   | -   | -   | -   | 1   | 1   | -   | -   | 45     |
| 9    | Marie Schreiber          | SD Worx                | 13  | 11  | 7   | -   | -   | 7   | 6   | -   | 36     |
| 10   | Alicia Franck            | De Ceuster-Bonache     | 18  | 7   | 10  | 10  | 10  | -   | -   | 8   | 35     |